# Giunta (impresores)

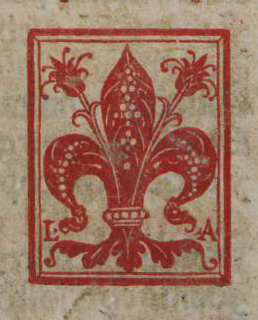
Lirio florentino adaptado por los Junta, éste usado por Lucantonio

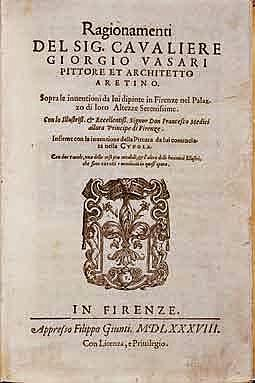
Impreso de Filippo Giunti de 1588

Los Junta, o Giunta en italiano, fueron una familia de impresores del Renacimiento italiano. originarios de Florencia
La primera imprenta de los Giunta la fundó Lucantonio en Venecia, que comenzó a imprimir con su nombre en 1489. Este taller imprimió y exportó la mayor parte de los libros litúrgicos de la Europa católica. En Florencia la familia intentó obtener el monopolio en la imprenta de libros con partituras musicales. El grueso de su producción fue la impresión de bandos y las leyes promulgadas por el Gran Duque de Toscana, para el que los Giunta fueron prácticamente sus impresores oficiales. 
La tipografía de Filippo (1450-1517, hermano de Lucantonio), activa en Florencia desde 1497, se convirtió en una de las principales imprentas de la ciudad entre los siglos XV y XVI. 
Con los Giunta publicó por ejemplo Giorgio Vasari su segunda edición, ampliada y revisada, de las Le vite de' più eccellenti pittori, scultori e architettori' (1568). 
A partir de 1497, la familia Giunta produjo y comercializó libros no solo en Italia , sino también en Francia, España y en otras importantes ciudades europeas. 
Casi treinta miembros de la familia Giunta se dedicaron al arte de la prensa. 

## Historia

### Orígenes
Los orígenes de la familia Giunta se remontan al siglo XIII. El oficio familiar eran los telares de paños de lana.
Los primeros impresores eran hijos de Biagio Giunta (1407 ca-1471), que tuvo siete hijos. 
La industria de textil en Florencia estaba en continua decadencia durante el siglo XV, lo que junto con la muerte del cabeza de familia en 1471, llevará al hijo Lucantonio con su hermano Bernardo a trasladarse a Venecia en 1477.

### Rama veneciana
De los siete hijos de Biagio Giunta, dos emprendieron la carrera tipografica, generando de facto dos ramas, la veneciana y la fiorentina.
El fundador de la rama veneciana fue Lucantonio (1457-1538) que se trasladó a Venecia con veinte años en 1477. Inició una actividad similar a la moderna cartelería. En esa época consistía en la venta de pliegos sueltos para varios usos: desde las letras privadas a la cancillería. Pocos años después, en 1480 Lucantonio pasó al comercio del libro, industria entonces activa y próspera en Venecia muy por encima de cualquier otra ciudad italiana.
A pesar del traslado a Venecia, Lucantonio mantuvo vínculos con su ciudad natal, firmando sus ediciones como Lucantonio Giunta fiorentino, recibiendo en el 1514 también el certificado de ciudadanía.
Bernardo (1487-1551), hijo de Filippo, se asoció con los Manucio. En 1572 su hija Francisca Lucrezia se casó con Aldo Manucio, nieto del fundador de esta saga de impresores.

### Rama florentina
El fundador de la rama florentina fue un hermano de Lucantonio, Filippo (1450-1517), que en el 1497 empezó la actividad imprimiendo obras en griego antiguo, en competencia con el ya famoso Aldo Manucio.
Manucio tenía el privilegio en exclusiva de la prensa de textos griegos concedidos por el papa León X. Filippo logró que se revocara con el apoyo del gobierno florentino, aunque fue en 1517, año de su muerte. 
Le sucedió el hijo Bernardo (1487-1551) al que se deben importantes ediciones de literatura clásica, entre las que destaca el Decameron de 1527. 
La imprenta de los Giunta dominó la escena florentina durante todo el siglo XVI. Tras la muerte de Bernardo (1551), sus descendientes continuaron la actividad hasta principios del siglo XVII.

### Expansión
En la segunda década del siglo XVI la actividad comercial librera de los Giunta experimentó una gran expansión. 
En 1513 el nieto de Lucantonio, Giovanni Giunta, segundo hijo de Filippo, se afincó en España como agente comercial de su tío, estableciéndose primero en Sevilla, luego en Salamanca y finalmente en 1525 en Burgos. Allí se casó con la viuda del impresor Juan de Melgar, Isabel de Basilea, hija del impresor alemán establecido en Burgos Fadrique de Basilea. Hispanizó su nombre a Juan de Junta.
Otros miembros que se establecieron en España fueron: Felipe en Burgos (1582), Julio en Madrid (1595) y Tomás que fue impresor real en 1621.
Unos años más tarde, en 1519, Jacobo (1486-1546), hijo de otro hermano de Lucantonio, se estableció en Lyon. Adaptó su nombre al francés como Jacques Junta.
A mitad del siglo XVI los Giunta comerciabas sus propios libros a través de representaciones abiertas en diversas ciudades europeas: París, Francoforte, Lisboa, Zaragoza, Amberes, Burgos y Medina del Campo.
La imprenta española fue la que tuvo la vida más larga, estuvo activa hasta el 1628.